# Reynold Ismard
Reynold Ismard (Saint-Mandé, 12 septembre 1947 - Paris 14e, 22 septembre 2012) est un réalisateur et auteur français. 

## Biographie
D'ascendance guadeloupéenne, il est diplômé du C.E.G.A (Centre d'études générales audiovisuelles) de l'IDHEC, licence en philosophie (Paris-Sorbonne), maîtrise de philosophie (Paris 1).

## Filmographie

### Cinéma

#### Réalisateur
- 1969 : La Fugue
- 1970 : Le Mur blanc
- 1972 : Laura-Bis
- 1993 : Les Pieds nus de Lola

#### Scénariste
- ? : La Cité éteinte
- ? : Les Tambours de Massaki
- ? : Ainsi se tenait le père
- ? : Côté sud (ou Visite privée) avec Robert Skippon

### Télévision

#### Réalisateur
- 1991 : Spécial Clermont-Ferrand, série Histoires courtes
- 1991 : Rencontre de deux mondes, Europe, Amériques
- 1992-1993 : Demain, l'Europe ?
- 1993 : Les Noirs d'Amérique : Black is beautiful!
- 1994-1995 : Fidel Castro, série Les Géants du XXe siècle
- 1994 : Les enfants de la déesse mère
- 1996 : Martin Luther King, la marche interrompue
- 1996 : L'Europe, Maastricht 1992,  série Les grandes batailles de la République
- 1997-1998 : Les passagers de l'Aurélie
- 1997 : L'histoire secrète de la conquête spatiale
- 1999 :  Stars et joyaux
- 2000 : Miracle à Dunkerque
- 2001 : L'affaire Markovic, dans la série Passé sous silence
- 2001 : Edgard Pisani, franc-tireur de la République, Mémoire vivante
- 2003-2004 : Une colère bretonne, FLB, 15 ans de lutte armée 1961-1981
- 2004-2005 : Le shah d'Iran, un homme à abattre
- 2006-2007 : Le château de notre mère

Dans la série Étoiles pour France 2
- 1989 : Le maréchal Tito
- 1989 : Hussein de Jordanie
- 1990 : Evita Peron
- 1990 : Golda Meir
- 1991 : Rita Hayworth
- 1992 : Romy Schneider

Dans la série Destins pour TF1
- 1987 : Le Shah d'Iran
- 1987 : Vivre au Sahel
- 1988 : L'empereur Hiro Hito

Dans la série Mosaïque pour FR3
- 1986 : Autour de Senghor
- 1986 : Paris, arts plastiques

### Divers
- 1977 : Bororo
- 1977 : Royan, ville noire

De 1978 à 1995, il a réalisé également plus d'une centaine de sujets de reportage, et de magazine, pour TF1, Antenne 2, et FR3 : Mosaique, 30 millions d'amis, Ciné-Regards, Mercre-dis-moi-tout, Portes ouvertes, Énigmes du bout du monde, Itinéraires, Un temps pour tout, Plateaux FR3-Nancy, Aujourd'hui la vie, divers variétés, Mambo-Satin, Quatre saisons, Matin-Bonheur, 40 bandes d'auto-promotion pour TF1, Destins, Étoiles, 12 clips d'illustration plateau pour la remise des prix du cinéma européen 89, Bouillon de culture : Prague, mention très bien, Connaissance de l'Islam, Vie Privée, etc.

## Distinctions
- 1993 : Festival de Biarritz : Au nom du frère. (2e prix) dans la série L'image institutionnelle
- 1993 : Phoenix 93 de l'Union des annonceurs, catégorie « Meilleur film » : Au nom du frère Nommé
- 1993 : VIIe  Festival international du film d'Histoire télévision : La beauté séparée. Aigle d’or (1er prix)
- 1995 : Sélectionné au Festival international VIH et SIDA à Luxembourg : Les pieds nus de Lola
- 1995 : Nommé au Prix Ondas (Barcelone) Fidel Castro

## Littérature
- Chants alizés (Roman), Paris/Montréal (Canada)/Torino, Edition L'Harmattan, coll. « Lettres des Caraïbes », 2000, 101 p. (ISBN 2-7384-8933-8, lire en ligne)

## Musique
- 2007-2008 : Composition d'un album de musique nouvelle : Le monde selon R. Carillons et fanfares.